# 吳玄
吳玄（1565年—？），字又于，號純所，南直隸常州府武進縣民籍，宜興縣北渠里人，明朝政治人物。

## 生平
萬曆十九年（1591年）辛卯科應天鄉試第五十五名舉人，二十六年（1598年）戊戌科進士。大理寺觀政，授湖州府儒學教授，二十九年（1601年）升國子監助教，三十一年（1603年）升刑部主事，三十五年（1607年）升刑部浙江司員外郎，三十六年（1608年）出為東昌府知府，四十年（1612年）丁母憂，服闋，四十二年（1614年）起為嚴州府知府，四十三年（1615年）七月升廣東按察司副使，泰昌元年（1620年）調河南按察司副使，天啟元年（1621年）三月升湖廣布政使司右參政、兵備靖州，五年（1625年）十二月調江西布政使司右參政、分守饒南，六年（1626年）十二月升浙江按察使，七年（1627年）升湖廣右布政使，崇禎元年（1628年）考察去職。吳玄痛恨東林黨，所輯的《吾徵錄》，對其詆毀不遺餘力。而其兄吳亮則與顧憲成等友好。

## 家族
曾祖吳禮，封南京戶部主事；祖父吳性，嘉靖十四年進士，尚寶司丞；伯父吳可行，嘉靖三十二年進士，翰林院檢討；父吳中行，隆慶五年進士，翰林院侍講學士。兄吳雍、吳亮（萬曆二十九年進士），弟吳京、吳奕（萬曆三十八年進士）、吳亶（萬曆三十一年舉人）、吳褒。從兄吳宗儀（萬曆二十二年舉人）、吳宗因（萬曆十九年舉人）、吳宗奎（萬曆十九年舉人），從弟吳宗兗（萬曆二十八年舉人）、吳宗達（萬曆三十二年進士）。孫吳守寀，順治四年進士。